# جون لافني دي جاجر
جون لافني دي جاجر (بالإنجليزية: John-Laffnie de Jager) مواليد 17 مارس 1973 في جوهانسبرغ، هو لاعب كرة مضرب جنوب أفريقي سابق بدأ مسيرته كمحترف سنة 1992 وكان يلعب باليد اليمنى، اعتزل اللعب في 2003. أعلى تصنيف له في الفردي كان المركز الـ 313 في سنة 1992. أعلى تصنيف له في الزوجي كان المركز الـ 11 في سنة 2000. سبق أن شارك في دورة الألعاب الأولمبية الصيفية.

## النهائيات

### نهائيات البطولات الكبرى

#### الزوجي المختلط: 2 (الوصافة 2)
| الحصيلة | السنة | البطولة           | الشريك        | المنافس                    | النتيجة             |
| ------- | ----- | ----------------- | ------------- | -------------------------- | ------------------- |
| الوصافة | 1995  | فرنسا المفتوحة    | جيل هيثرنجتون | لاريسا نيلاند تود وودبريدج | 6–7(8–10), 6–7(4–7) |
| الوصافة | 1997  | أستراليا المفتوحة | لاريسا نيلاند | مانون بوليجراف ريك ليتش    | 3–6, 7–6(7–5), 5–7  |

### النهائيات الأولمبية

#### الزوجي: 1
| الحصيلة       | السنة | البطولة                    | الشريك     | المنافس                    | النتيجة       |
| ------------- | ----- | -------------------------- | ---------- | -------------------------- | ------------- |
| المركز الرابع | 2000  | الأولمبياد الصيفي في سيدني | ديفيد آدمز | أليكس كوريتخا ألبيرت كوستا | 6–2, 4–6, 3–6 |

## روابط خارجية
- جون لافني دي جاجر على موقع رابطة محترفي التنس (الإنجليزية)
- جون لافني دي جاجر على موقع الاتحاد الدولي لكرة المضرب (الإنجليزية)
- جون لافني دي جاجر على موقع كأس ديفيز (الإنجليزية)
- جون لافني دي جاجر على موقع خلاصة التنس.كوم (الإنجليزية)
- جون لافني دي جاجر على موقع أوليمبيديا (الإنجليزية)